# Ságújfalu
Ságújfalu is een plaats (község) en gemeente in het Hongaarse comitaat Nógrád. Ságújfalu telt 1047 inwoners (2006. január).